# Arena Joinville
L'Arena Joinville est un stade brésilien multi-usage, situé dans la ville de Joinville, dans l'État de Santa Catarina. Le stade est inauguré le 25 septembre 2004.
Le Joinville Esporte Clube en est le club résident.